# 갤럭시안

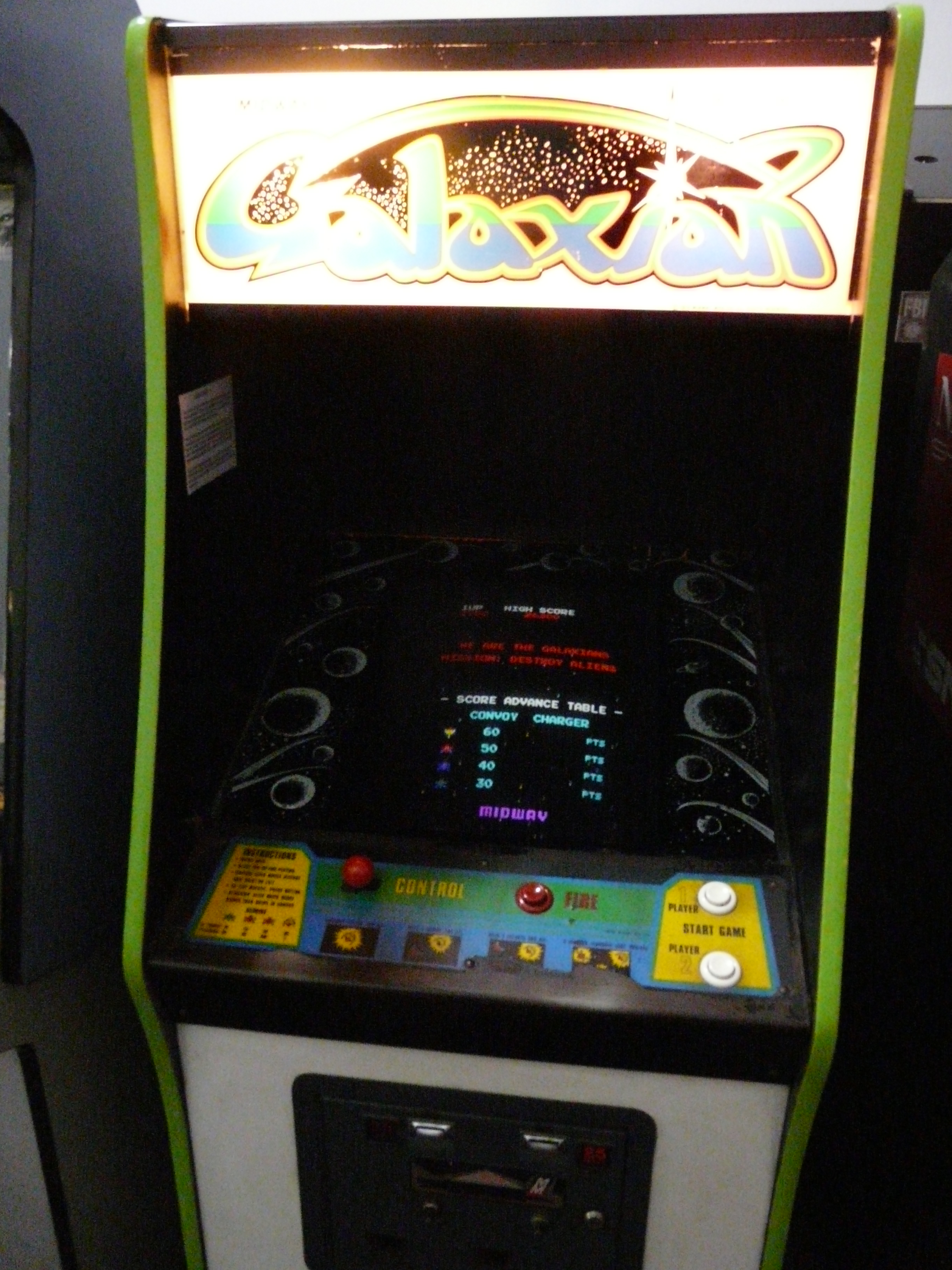
갤럭시안

《갤럭시안》(일본어: ギャラクシアン, Galaxian)은 남코(이후 반다이 남코 엔터테인먼트)에서 1979년 10월에 제작되어 1984년에 MSX와 패밀리 컴퓨터로 발매된 게임이다. 합체 기능은 없으며 적의 이동속도가 매우 빨라 난도가 높은 게임이다. 아케이드 게임 최초로 흑백타입을 벗어난 컬러타입을 도입한 게임이기도 하다.

## 개요
포스트 인베이더를 목표로 개발되었다. 기술적으로, 하드웨어 면에서는 일본에서 처음으로 스프라이트를 사용한 것과, 소프트웨어 면에서는 그것을 활용하여, 슈팅 게임의 기초를 마련하였다. (또한 본작의 개발이, 이른바 「테스크 시스템(タスクシステム)」의 원형인 「죠부콘(ジョブコン)」의 원류로 잘못 알려져 있지만, 죠부콘은 카야 소이치(深谷正一)에 의한 개발이며, 본작에서는 사용하지 않았다.)
제목의 "갤럭시안"은 은하계의 거주자인 인류, 즉 플레이어 측을 가리키는 단어이다. 이 설정은 다른 UGSF 시리즈에서도 사용되고 있다. 본작의 적은 「외계인 또는 에일리언(エイリアン)」（그린, 퍼플, 레드의 3종과 「기함 (旗艦)」）으로 부른다.
남코의 초기 대표 작품 중 하나로, 인베이더 붐이 일단락 된 후에 등장하여, 계획한 대로 '스페이스 인베이더'의 후계자로 자리잡았다.
인기작이 됨으로써 라이센스 생산도 행해져서, "제목은 '갤럭시안' 그대로", "일본 국내에서는 테이블 본체로만 한다."등이ㅡ 조건에 따라, 일본에서는 세가(현 세가 인터랙티브, 타이토, 시그마(현 アドアーズ), 아이렘(현 아피에스), 코나미(현 코나미 디지털 엔터테인먼트), 사미(サミー), 일본물산, 일본 국외에서는 미드웨이(현 미드웨이 게임스) 등에 라이센스 되었다.

## 게임 내용

### 게임 진행
외계인은 "스페이스 인베이더"와 같이 플레이어에서 떨어진 상공에서 편대를 짜서 대기하고 있으며, 1마리씩 미사일을 발사하면서 하강 공격을 해온다. 대기중인 외계인은 미사일을 쏘지 않는다. 하강 공격을 한 외계인을 격추시키지 못한 경우 화면 상단에서 다시 나타나 편대로 복귀한다. 외계인 수가 적어지면 편대를 무너뜨리고 일제히 공격해 온다. 모든 외계인을 격추시키면 그 판은 클리어된다.

### 스페이스 인베이더에서의 진보
외형과 기본 내용은 "스페이스 인베이더"에서 많은 발전을 했다.:
- 초기에는 단색이었고, 후기형도 라인마다 색상을 넣었던 "스페이스 인베이더"와는 달리, 갤럭시안은 캐릭터 한 기마다 다른 디자인으로 설계되어, 고유의 색상을 넣었다.
- 적들이 종류에 따라 다른 성능을 낸다.
- 적 한 기마다 개별적으로 움직인다.
- 다채로운 곡선을 그리면서 부드럽게 이동하여 공격한다.
- 대각선 방향으로 플레이어를 노려 공격을 한다.
- 배경으로 별을 그려넣었다.

### 그 외
- 시작할 때 화면에 "PLAYER ONE"이라고 표시되는데, 여기서 ONE이 O(알파벳 오)가 아닌 0(숫자 영)으로 표시되었다. 2인용 플레이시 "PLAYER TWO"에서의 TWO는 알파벳 O로 제대로 나와있다. 이것은 『남코 뮤지엄 Vol.3 (ナムコミュージアム Vol. 3)』에 그대로 남아있다.
- 편대를 향한 공격이 외계인에 맞지 않고 틈새를 빠져 나올 경우, 그와 동시에 편대의 좌우 움직임이 잠시 멈춘다. 또한 편대의 움직임에서 좌우 방향의 차이가 없다. 그러므로 편대의 직접 공격의 경우 '스페이스 인베이더' 등과 같이 편대의 상부에 위치하는 외계인 만을 선택적으로 맞출 수 없다.
- 기함을 격추시킨 직후, 외계인 군은 일정 시간 동안 비행도 하지 않고, 미사일도 떨어뜨리지 않는다.
- 기함을 3대 이상 놓쳐도, 다음 판에서 다시 등장하는 기함은 2기,해당판의 기함과 함께 4대까지로서, 초과분이 그 다음 판 이후에 나타나는 것이 없다.
- 총 공격시에 외계인이 잠깐 공중에서 한바퀴 돌기도 한다. 이 때 미사일을 발사하지 않기 때문에 저격하기 쉽다. 또한 외계인을 격추하지 않고 계속 둘 경우, 영구 패턴의 방지책으로서 플레이어를 향해 정확히 날아와서 플레이어 기체를 격추시킨다.
- 기함은 예전에는 「갤럭시안(ギャラクシアン)」이라고 부르기도 했지만, 위에 언급한 바와 같이 플레이어 측을 나타내는 말로 알려지게 된 이후 「갤럭시안 보스 (ギャルボス 갸루보스[*])」로 불리게 되었다. 또한 기함은 이후의 남코 게임에서도 적 캐릭터나 득점 아이템으로 등장하고 있다.

## 캐릭터
외계인은 대기할 때와 비행할 때와 점수가 다르다. 비행 중에 격추시키는 것이 점수가 높으며, 기함을 격추 방법으로 어떻게 고득점을 노릴까가 중요하게 된다.
|        | 배치수    | 득점   | 득점      | 움직임의 패턴 |
| 대기시 | 배치수    | 비행시 |           | 움직임의 패턴 |
| ------ | --------- | ------ | --------- | --- |
| 기함   | 2 (최대4) | 60점   | 아래 참고 | - 대기시에 인접한 레드가 남아 있으면, 레드와 편대를 짜고 비행한다. - 혼자 비행 하다가 다음 판으로 도망칠 수 있다. - 기함이 도망친 후 다음 판에서 보통 2대인 기함 수가 3대 이상으로 증가한다. |
| 레드   | 6         | 50점   | 100점     | 기함이 없는 상태이나 총 공격 이외에는 기함과 편대를 짜고 비행하는 것이 특징. 단독시 움직임은 그린과 큰 차이가 없다.                                                                          |
| 퍼플   | 8         | 40점   | 80점      | 그린보다 곡선을 그리는 것이 크기 때문에, 비행시의 격추 난도가 높다. |
| 그린   | 30        | 30점   | 60점      | 플레이어에 똑바로 향해 오므로, 비행시에도 비교적 격추하기가 쉽다. |

비행시의 기함과 레드의 득점 관계
- 기함 단독 비행 - 150점
- 레드 1기의 편대 - 200점
- 레드 2기의 편대
  - 레드를 남긴 상태에서 기함 격추 - 300점
  - 레드 2기를 모두 격추한 뒤 기함 격추 - 800점

## 평가
| 평가                                                        |       |
| ----------------------------------------------------------- | ----- |
| 평론 점수 평론사 점수 CVG 15/20 [ 5 ] 유로게이머 9/10 [ 6 ] |       |
| 평론 점수                                                   |       |
| 평론사                                                      | 점수  |
| CVG                                                         | 15/20 |
| 유로게이머                                                  | 9/10  |